# Schweizer SGS 2-8
Le Schweizer SGS 2-8 était un planeur d'entraînement biplace américain à aile médiane renforcée, conçu et produit par la Schweizer Aircraft Corporation, à Elmira dans l'État de New York.
Le 2-8 fut initialement connu simplement sous le nom de « Schweizer biplace » (en anglais : « The Schweizer Two-Place »), lorsqu'il effectua son premier vol, en juin 1938. Lorsque la Seconde Guerre mondiale éclata, le 2-8 devint un appareil d'entraînement militaire pour l'US Army, l'US Navy et le corps des Marines, et tous les exemplaires existants furent réquisitionnés et inclus dans des unités militaires. Après la guerre, ils furent revendus comme surplus militaire et devinrent rapidement recherchés dans le milieu du vol à voile civil pour leur résistance structurelle, leur légèreté et leur conception « tout-métal » à toute épreuve. Le 2-8 devint l'un des appareils d'entraînement après-guerre les plus populaires aux États-Unis,.

## Conception et développement
Durant les années 1920 et 1930, le vol plané était souvent une affaire d'autodidactes, ou était enseigné dans des engins monoplaces. Souvent, l'instructeur guidait l'élève par des signaux à la main depuis la voiture remorquant le planeur dans l'air. Au milieu des années 1930, les bénéfices de l'emploi d'un planeur biplace commencèrent à être reconnus par les instructeurs,.
Plusieurs concepts biplaces furent présentés aux États-Unis, incluant le Gross Sky Ghost, en 1932, ainsi que les Funk et Bowlus-duPont biplaces, qui volèrent eux en 1933. À la fin de l'année 1937, l'Airhoppers Gliding Club de Long Island, dans la ville de New York, approcha les frères Schweizer pour étudier la conception d'un planeur biplace spécifiquement destiné à l'entraînement.
La Schweizer Metal Aircraft Company Construisit le prototype pendant l'hiver 1937–1938. L'avion fut achevé et vola pour la première fois en juin 1938, pile à temps pour voler dans les championnats nationaux de vol à voile américains.
La première douzaine de modèles 2-8 furent distribués à des clubs et des privés et ne furent pas encore certifiés en tant qu'aéronefs à cette période. Un 2-8 fut commandé par la Soaring Society of America (SSA) pour être utilisé par leur directeur général, Henry Wightman, et vola depuis la zone de Washington, DC.
Au moment de la vente au SSa, Bob McDowell, l'attorney qui notifia l'acte de vente, indiqua aux frères Schweizer qu'ils devaient déplacer leur installation de fabrication en dehors de la ferme de leur père et être relocalisés dans la zone d'Elmira, dans l'État de New-York. Les deux frères reçurent cette proposition positivement, car il leur fallait plus d'espace pour produire les planeurs, mais ils n'avaient aucun argent disponible pour effectuer ce changement d'adresse. McDowell convainc Elmira Industries, Inc., la corporation locale de développement d'entreprises, d'offrir de l'espace pour les deux frères au second étage de l'Elmira Knittin Mill Building en échange d'actions dans la compagnie. Le résultat fut le renommage de la Schweizer Metal Aircraft Company en Schweizer Aircraft Corporation, avec une vente d'actions à Elmira Industries, des hommes d'affaires locaux et des pilotes de planeurs.
Des commandes pour des 2-8 arrivèrent de la part d'un groupe d'employés de Bell Aircraft, un groupe de jeunes, plusieurs écoles de vol à voile, de même que plusieurs personnes isolées. L'appareil reçut le certificat de type GTC 5 le 28 juin 1940.
Le certificat de type est actuellement détenu par K & L Soaring de Cayuta, dans l'État de New York. La société fournit désormais toutes les pièces détachées et l'assistance technique pour les planeurs produits par Schweizer,. Les appareils manufacturés sont connus sous la désignation SGS 2-8, alors que ceux assemblés à partir de kits d'usine sont désignés SGS 2-8A.

## Caractéristiques
Le 2-8 est constitué d'un fuselage en tubes d'acier soudés, recouverts de tissu. Les ailes sont en aluminium et dotées de vis auto-foreuses et de très peu de rivets,.

## Histoire opérationnelle

### Carrière militaire

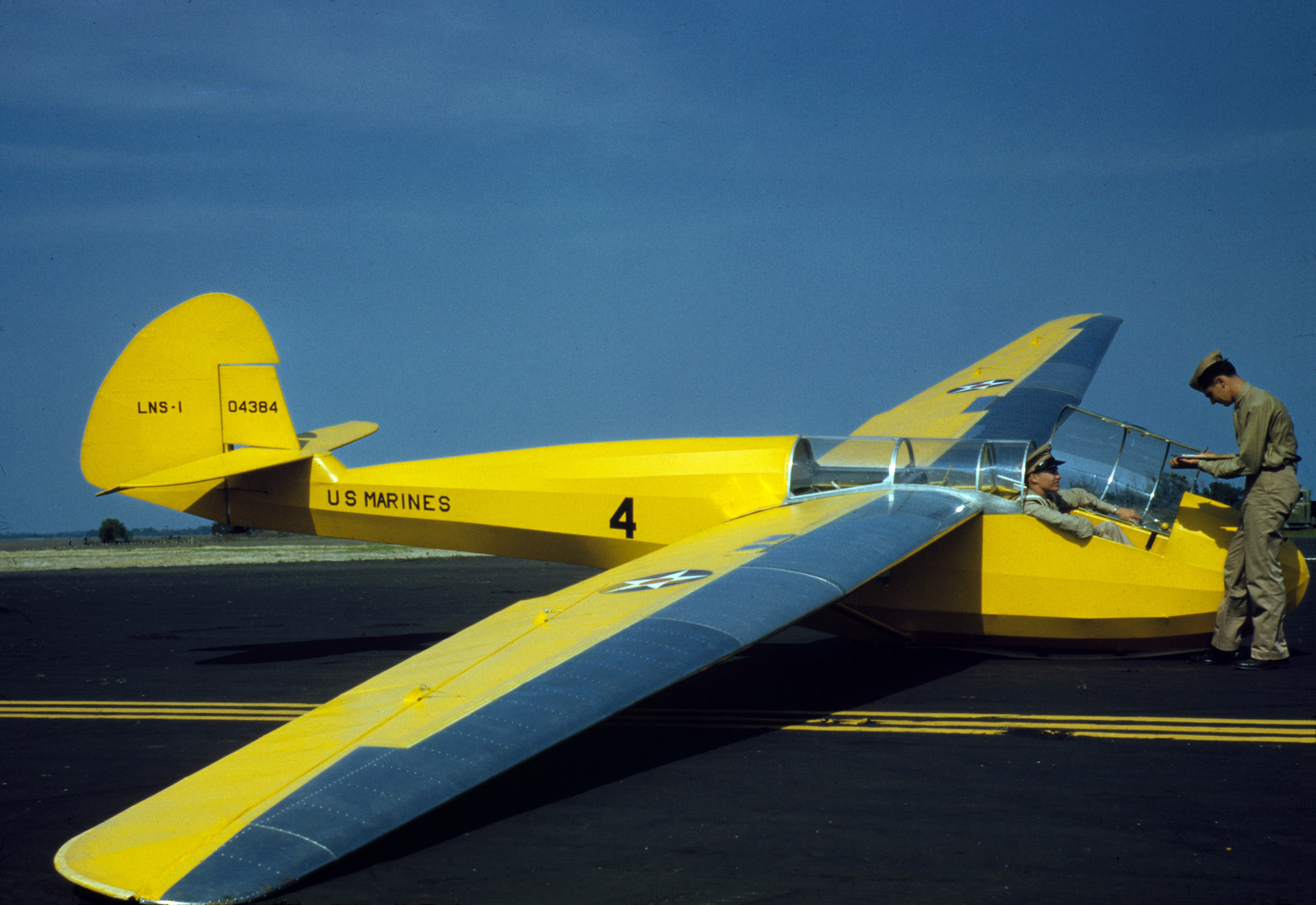
des LNS-1 à Parris Island, en 1942.

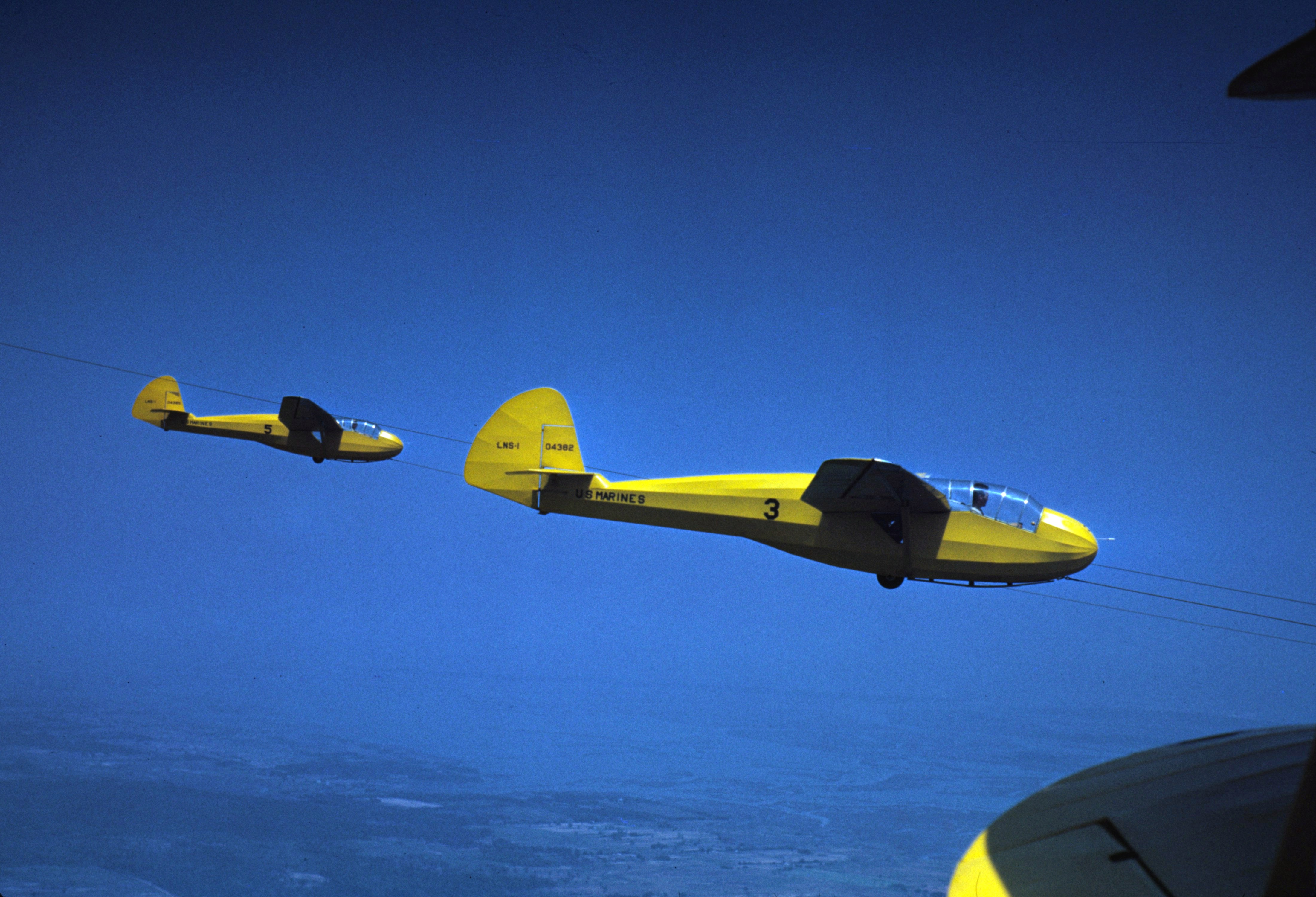
Des avions d'entraînement N3N Canary étaient utilisés pour remorquer trois LNS-1.

En avril 1941 les frères Schweizer furent contactés par l'US Army Air Forces (USAAF). Impressionnée par l'emploi de planeurs militaires par la Luftwaffe pour la capture, en Belgique, du fort d'Ében-Émael, lors de la campagne de l'été précédent, l'USAAF commença à mettre en place un programme d'entraînement de pilotes de planeurs. L'USAAF avait un grand besoin de planeurs d'entraînement et les frères Schweizer présentèrent le SGS 2-8 comme l'appareil idéal pour le rôle.
Le 10 août 1941, l'USAAF publia un document sur la procuration de SGS 2-8 :
« 
Ce qui est probablement un record dans l'obtention d'un équipement fut établi dans le cas du contrat avec la Schweizer Aircraft Corporation d'Elmira, dans l'État de New York. Ce contrat, couvrant trois planeurs biplaces aux spécifications CAA Class 2, avec certaines modifications, fut signé à Washington, DC, le 27 juin 1941. Le premier planeur sous contrat effectua son vol de test initial le 2, à Big Flats Airport, à Elmira, et est actuellement à Wright Field,.
 »
Au début de l'année 1942, le Lieutenant General William S. Knudsen, du Bureau de la production de guerre (en anglais : War Production Board), mena une inspection de l'usine Schweizer, alors toujours située au deuxième étage de l'Elmira Knitting Mill. Il jeta un œil à l'usine vétuste et ordonna aux deux frères Schweize de « se tirer d'ici ». Il fut déterminant dans le déménagement de la ligne de production du 2-8 vers une nouvelle usine construite pour Schweizer Aircraft par la Defense Plants Corporation sur les lieux de qui était sur le point de devenir l'aéroport d'Elmira/Corning
L'US Navy et l'US Marine Corps commandèrent aussi le 2-8 comme planeur d'entraînement,.
Comme le 2-8 était fait d'aluminium et d'acier, qui furent tous deux déclarés « matériaux stratégiques », un concept de remplacement devint nécessaire. Les deux frères conçurent alors le Schweizer SGS 2-12, comme version en bois du 2-8, y incluant quelques améliorations, comme une aile cantilever plus basse pour améliorer le champ de vision de l'instructeur. Le 2-12 succéda au 2-8 sur la chaîne de production et 114 exemplaires furent produits, avec la désignation TG-3A.

### Compétitions et records
Le vol sur de longues distances est une épreuve difficile avec le 2-8, étant donné sa finesse de 23 et sa vitesse à ne jamais dépasser (VNE) de seulement 117 km/h. Les SGS 2-8 furent utilisés dans de nombreuses compétitions nationales aux États-Unis et obtinrent de nombreux records,.
Les records concernés incluent un vol vers objectif au départ d'Elmira, dans l'État de New York, vers Washington, DC, une distance de 373 km couverte par Bob Stanley et Ernie Schweizer,. Dick Johnson établit un record de distance sur appareil multiplace de 499 km à bord d'un 2-8
,.
En mai 2018, il reste encore dix exemplaires en état de vol aux États-Unis, tous appartenant au lot de production initial du modèle de base désigné 2-8.

## Versions
- SGS 2-8 : Désignation du modèle de base produit à l'usine[2] ;
- SGS 2-8 : Désignation de SGS 2-8 assemblés à partir de kits d'usine et recevant une certification officielle. Extérieurement, ils étaient identiques aux 2-8 originaux[5] ;
- TG-2 : La version de production du 2-8 pour l'US Army Air Forces reçut la désignation militaire de TG-2, pour « Training Glider-2 » (en français : « planeur d'entraînement no 2 »)[2],[3] ;
- TG-2A : La désignation TG-2A fut appliquée à des appareils civils qui avaient été réquisitionnés et inscrits dans les registres de l'USAAF. Les militaires traquèrent tous les 2-8 présents sur le territoire américain et les rachetaient à leur propriétaires civils pour en faire des appareils d'entraînement militaire[2],[3] ;
- LNS-1 : La version de production pour l'US Navy et les Marines reçut la désignation de LNS-1[2],[3].

## Utilisateurs

### Militaires
- États-Unis :
  - United States Army Air Forces : Désignation TG-2 ;
  - United States Navy : Désignation LNS-1 ;
  - United States Marine Corps : Désignation LNS-1.

## Exemplaire préservé
Un 2-8, immatriculé N10VV, est au National Soaring Museum et trois versions du LNS-1 sont prêtées au National Warplane Museum (en), au Marine Corps Air-Ground Museum (en) à Quantico, en Virginie, et au National Museum of Naval Aviation à Pensacola, en Floride.

## Caractéristiques
Données de Jane's All the World's Aircraft 1947.
Caractéristiques générales
- Équipage : 2 pilotes
- Longueur : 7,7 m
- Envergure : 15,86 m
- Hauteur : 2,1 m
- Surface alaire : 19,9 m2
- Profil : NACA 4412
- Ratio d'aspect : 12,6
- Masse à vide : 209 kg
- Masse typique : 390 kg
- Charge utile : 186 kg
- Finesse maximale : 24,1 à 68 km/h

 Performances 
- Vitesse à ne jamais dépasser : 240 km/h
- Vitesse de remorquage maximale : 116 km/h
- Vitesse de lancement maximale (au treuillage) : 87 km/h
- Vitesse maximale : 116 km/h
- Vitesse de décrochage : 48 km/h
- Charge alaire : 19,6 kg/m2